# 陸上自衛隊富士学校
陸上自衛隊富士学校（りくじょうじえいたいふじがっこう、JGSDF Fuji School）は、陸上自衛隊富士駐屯地（静岡県駿東郡小山町須走481-27 ）に所在する防衛大臣直轄機関の一つである。

## 概要・任務
普通科・野戦特科・機甲科（戦車、偵察）およびその3職種の相互協同に関わる教育訓練を行う。富士学校長は師団長の経験を有する陸将が務める。富士学校は陸上自衛隊の主として普通科、野戦特科および機甲科の幹部自衛官、陸曹の特技教育を実施する。当該職種の一般幹部候補生課程出身の幹部は任官後幹部初級課程で学び、小隊長等として必要な識能と資質を習得し、数年の部隊勤務を経て更に幹部上級課程に進み中隊長等として必要な識能と資質を付与する。これらの課程の他、各職種に必要な特技課程が設置されている。
なお、過酷な訓練で有名な「幹部レンジャー課程」も当校に設置されており、各部隊から選抜された隊員がレンジャー教官となるための訓練を受けている。

## 沿革
- 1954年（昭和29年）8月20日：普通科学校（前川原駐屯地）、特科学校（習志野駐屯地）、機甲特別教育隊（相馬原駐屯地）が統合して設立され、企画室、総合研究室、総務部、普通科部、特科部、機甲科部の2室4部で発足。
- 1955年（昭和30年）6月20日：航空班を新編。
- 1956年（昭和31年）1月25日：企画室、総務部、普通科部、特科科部、機甲科部、共通教育部、総合研究部の1室6部に改編。
- 1958年（昭和33年）6月25日：総合研究部を改編し、機械化実験隊が編成。
- 1960年（昭和35年）
  - 3月24日：航空班が滝ヶ原分屯地に移駐[1][出典無効]。
  - 8月12日：総務部から管理部が分離し、2部制となり、普通科部、特科部、機甲科部が廃止され、普通科教育部、特科教育部、機甲科教育部となり、総合教育部と研究部が新設。
- 1965年（昭和40年）8月3日：富士教導団が新編され、富士学校長直轄部隊であった普通科教導連隊、特科教導隊、戦車教導隊、偵察教導隊、第110施設大隊が富士教導団隷下に編合。
- 1970年（昭和45年）8月5日：機械化実験隊が装備開発実験隊に改称。
- 1975年（昭和50年）3月26日：普通科教育部、特科教育部、機甲科教育部が普通科部、特科部、機甲科部に、研究部は総合研究開発部に改編。
- 1977年（昭和52年）3月25日：教育支援飛行隊新編により、航空班が同隊に編入され教育支援飛行隊富士飛行班と改称。
- 2000年（平成12年）
  - 3月28日：部隊訓練評価隊（FTC）が北富士駐屯地に新編。富士学校に隷属。
  - 6月28日：富士訓練センターの本格運用が開始。
- 2001年（平成13年）3月27日：総合研究開発部および装備開発実験隊（現：開発実験団）を廃止。
- 2002年（平成14年）3月27日：東部方面後方支援隊富士教育直接支援大隊が整備支援を担任。
- 2017年（平成29年）10月12日：「統合火力教育訓練センター」が開設[2]。
- 2018年（平成30年）3月27日：「諸職種協同センター」が発足。

## 組織編成
- 富士学校本部[3]
- 総務部（学校の総務および学校を含む駐屯地全般の会計業務等を担当）
  - 総務課
  - 企画課
  - 人事課
  - 学生課
  - 厚生課
  - 会計課
- 管理部（富士駐屯地の管理業務および東富士演習場の全般管理を担当）
  - 管理課
  - 営繕課
  - 輸送課
  - 教材課
  - 演習場管理課
- 普通科部「富校-普」
  - 教育課
    - 主任教官（2人）

  - 研究課
- 特科部「富校-特」
  - 教育課
    - 主任教官（2人）

  - 研究課
  - 訓練評価室
- 機甲科部「富校-機」
  - 教育課
    - 主任教官（2人）

  - 研究課
- 諸職種協同センター（センター長を副校長、副センター長を普通科部長・機甲科部長・特科部長の3名が兼任）[4]
  - 計画課
  - 総合研究課
- 統合火力教育訓練センター（統合火力にかかる教育の体系化や要員の養成を目的とし敵の占拠地近くに潜入し、海自護衛艦による艦砲射撃や空自戦闘機の対地攻撃などを支援する「火力誘導班要員」を養成する）
- 富士教導団（富士学校入校学生の教育支援および富士総合火力演習を担当）
- 部隊訓練評価隊（富士訓練センター：北富士駐屯地）

## 主要幹部
| 官職名                                       | 階級    | 氏名       | 補職発令日     | 前職                              |
| -------------------------------------------- | ------- | ---------- | -------------- | --------------------------------- |
| 陸上自衛隊富士学校長 兼 富士駐屯地司令       | 陸将    | 今村武     | 2025年08月01日 | 第13旅団長                        |
| 副校長 兼 諸職種協同センター長               | 陸将補  | 吉田幸一   | 2025年03月24日 | 第1師団副師団長 兼 練馬駐屯地司令 |
| 総務部長                                     | 1等陸佐 | 能勢龍一郎 | 2023年12月22日 | 第7師団幕僚長                     |
| 管理部長                                     | 1等陸佐 | 坂本晴俊   | 2024年03月18日 | 第3施設団副団長                   |
| 普通科部長 兼 諸職種協同センター副センター長 | 陸将補  | 杉村繁実   | 2024年12月20日 | 東北方面総監部幕僚副長            |
| 特科部長 兼 諸職種協同センター副センター長   | 陸将補  | 伊藤久史   | 2025年08月01日 | 第2特科団長 兼 湯布院駐屯地司令   |
| 機甲科部長 兼 諸職種協同センター副センター長 | 陸将補  | 山本雅史   | 2025年08月01日 | 第6師団副師団長 兼 神町駐屯地司令 |

| 代 | 氏名       | 在職期間                        | 出身校・期                           | 前職                                                            | 後職                                |
| -- | ---------- | ------------------------------- | ------------------------------------ | --------------------------------------------------------------- | ----------------------------------- |
| 01 | 杉田一次   | 1954年08月20日 - 1957年03月11日 | 陸士37期・ 陸大44期                  | 北部方面副総監 兼 札幌駐屯地部隊長 →1954年7月1日 陸上幕僚監部付 | 第3管区総監                         |
| 02 | 新宮陽太   | 1957年03月12日 - 1959年03月16日 | 陸士38期・ 陸大47期                  | 第5管区総監                                                     | 第6管区総監                         |
| 03 | 宮崎舜市   | 1959年03月17日 - 1960年03月15日 | 陸士40期・ 陸大51期                  | 第8混成団長 →1959年8月1日 陸将昇任                              | 陸上幕僚監部第5部長                 |
| 04 | 安崎操     | 1960年03月16日 - 1962年03月15日 | 陸士40期・ 陸大50期                  | 陸上幕僚監部第4部長                                             | 第1師団長                           |
| 05 | 廣瀬榮一   | 1962年03月16日 - 1964年03月15日 | 陸士43期・ 陸大52期                  | 陸上幕僚監部第2部長 →1963年7月1日 陸将昇任                      | 第12師団長                          |
| 06 | 塚本政登士 | 1964年03月16日 - 1965年03月15日 | 陸士42期・ 陸大53期                  | 第8師団長                                                       | 北部方面総監                        |
| 07 | 菅谷義夫   | 1965年03月16日 - 1966年03月15日 | 陸士43期・ 陸大52期                  | 第5師団長                                                       | 陸上幕僚監部付 →1966年7月1日 退職   |
| 08 | 碇井準三   | 1966年03月16日 - 1969年03月16日 | 陸士44期・ 陸大54期                  | 第8師団長                                                       | 退職                                |
| 09 | 山口立     | 1969年03月17日 - 1971年03月15日 | 陸士47期・ 陸大58期                  | 第4師団長                                                       | 退職                                |
| 10 | 田畑良一   | 1971年03月16日 - 1972年06月30日 | 陸士48期・ 陸大57期                  | 防衛大学校幹事                                                  | 退職                                |
| 11 | 山田積昭   | 1972年07月01日 - 1974年06月30日 | 陸士51期・ 陸大59期                  | 第12師団長                                                      | 退職                                |
| 12 | 廣谷次夫   | 1974年07月01日 - 1977年03月15日 | 陸士53期・ 陸大60期                  | 第12師団長                                                      | 退職                                |
| 13 | 竹中義男   | 1977年03月16日 - 1978年06月30日 | 陸士56期                             | 第6師団長                                                       | 陸上自衛隊幹部学校長                |
| 14 | 伊藤正康   | 1978年07月01日 - 1979年06月30日 | 陸士56期                             | 第6師団長                                                       | 退職                                |
| 15 | 河津幸三郎 | 1979年07月01日 - 1980年03月16日 | 陸航士58期                           | 第10師団長                                                      | 西部方面総監                        |
| 16 | 梅野文則   | 1980年03月17日 - 1981年06月30日 | 陸士58期                             | 第13師団長                                                      | 退職                                |
| 17 | 柏木明     | 1981年07月01日 - 1983年03月15日 | 陸士59期                             | 第13師団長                                                      | 退職                                |
| 18 | 横地光明   | 1983年03月16日 - 1984年06月30日 | 陸航士60期・ 東京理科大学 昭和27年卒 | 第3師団長                                                       | 東北方面総監                        |
| 19 | 亀井輝     | 1984年07月01日 - 1985年06月30日 | 海兵75期                             | 第1師団長                                                       | 退職                                |
| 20 | 平塚宏     | 1985年07月01日 - 1986年03月16日 | 愛媛大学 昭和28年卒                  | 第5師団長                                                       | 東部方面総監                        |
| 21 | 太田隆     | 1986年03月17日 - 1987年07月06日 | 中央大学 昭和30年卒                  | 第2師団長                                                       | 東北方面総監                        |
| 22 | 山本英一   | 1987年07月07日 - 1988年07月06日 | 早稲田大学 昭和29年卒                | 第1師団長                                                       | 退職                                |
| 23 | 奥山丈夫   | 1988年07月07日 - 1990年03月15日 | 中央大学 昭和31年卒                  | 第12師団長                                                      | 退職                                |
| 24 | 吉崎格     | 1990年03月16日 - 1991年03月15日 | 防大2期                              | 第2師団長                                                       | 東北方面総監                        |
| 25 | 久保正佳   | 1991年03月16日 - 1993年03月23日 | 防大3期                              | 第8師団長                                                       | 退職                                |
| 26 | 新井均     | 1993年03月24日 - 1994年03月22日 | 防大5期                              | 第5師団長                                                       | 西部方面総監                        |
| 27 | 長谷川重孝 | 1994年03月23日 - 1995年06月29日 | 防大6期                              | 第10師団長                                                      | 東北方面総監                        |
| 28 | 石田潔     | 1995年06月30日 - 1997年03月25日 | 防大7期                              | 第6師団長                                                       | 退職 →日本国防協会理事長            |
| 29 | 古川浩     | 1997年03月26日 - 1998年06月30日 | 防大8期                              | 第8師団長                                                       | 退職                                |
| 30 | 石飛勇次   | 1998年07月01日 - 2001年01月10日 | 防大10期                             | 第1師団長                                                       | 退職                                |
| 31 | 福田忠典   | 2001年01月11日 - 2002年03月21日 | 防大11期                             | 第1師団長                                                       | 退職                                |
| 32 | 田原克芳   | 2002年03月22日 - 2003年03月26日 | 防大12期                             | 防衛大学校幹事                                                  | 退職                                |
| 33 | 栁澤壽昭   | 2003年03月27日 - 2004年08月29日 | 防大13期                             | 第12旅団長                                                      | 退職                                |
| 34 | 吉川洋利   | 2004年08月30日 - 2005年07月27日 | 防大14期                             | 防衛大学校幹事                                                  | 退職                                |
| 35 | 直海康寛   | 2005年07月28日 - 2007年07月02日 | 防大16期                             | 第11師団長                                                      | 退職                                |
| 36 | 内田益次郎 | 2007年07月03日 - 2009年03月23日 | 防大18期                             | 第4師団長                                                       | 退職                                |
| 37 | 三本明世   | 2009年03月24日 - 2010年07月25日 | 防大19期                             | 第9師団長                                                       | 退職                                |
| 38 | 山本洋     | 2010年07月26日 - 2012年01月30日 | 防大21期                             | 第7師団長                                                       | 中央即応集団司令官                  |
| 39 | 井上武     | 2012年02月09日 - 2013年03月27日 | 生徒16期・ 防大22期                  | 第14旅団長                                                      | 退職                                |
| 40 | 武内誠一   | 2013年03月28日 - 2015年08月03日 | 防大24期                             | 第4師団長                                                       | 退職                                |
| 41 | 渡部博幸   | 2015年08月04日 - 2015年12月04日 | 生徒19期・ 國學院大學                | 第11旅団長                                                      | 陸上幕僚監部付 →2015年12月22日 辞職 |
| 42 | 德田秀久   | 2015年12月22日 - 2018年07月31日 | 防大27期                             | 第5旅団長                                                       | 退職                                |
| 43 | 髙田祐一   | 2018年08月01日 - 2021年03月25日 | 防大30期                             | 第4師団長                                                       | 退職                                |
| 44 | 蛭川利幸   | 2021年03月26日 - 2023年03月29日 | 防大31期                             | 第6師団長                                                       | 退職                                |
| 45 | 中村裕亮   | 2023年03月30日 - 2024年08月01日 | 防大32期                             | 第7師団長                                                       | 退職                                |
| 46 | 兒玉恭幸   | 2024年08月02日 - 2025年07月31日 | 防大33期                             | 第1師団長                                                       | 退職                                |
| 47 | 今村武     | 2025年08月01日 -                | 防大34期                             | 第13旅団長                                                      |                                     |